# Macroveliidae
Macroveliidae (лат.) — семейство полужесткокрылых из подотряда клопов.

## Описание
В отличие от водомерок коготки располагаются на вершинах лапок. Базальные тергиты брюшка с парными продольными гребнями. Яйца имеют несколько микропилей.

## Экология
Обитают в увлажнённых местообитаниях, встречаются на растениях или реже на поверхности воды. По типу питания являются хищниками или падальщиками. Питаются преимущественно насекомыми. Самки откладывают яйца на мхи и камни.

## Систематика
В состав семейства входят три современных монотипических рода. Род Daniavelia, обнаруженный в глинистых палеогеновых отложениях в Дании, предварительно отнесен к этому семейству. Некоторые авторы относят к этому семейству виды Paraphrynoveliidae.
- Chepuvelia usingeri China, 1963
- Macrovelia hornii Uhler, 1872
- Oravelia pege Drake & Chapman, 1963
- † Daniavelia morsensis Andersen, 1998

## Распространение
Современные представители встречаются только в Западном полушарии.